# Ghiacciaio Haskell
Il ghiacciaio Haskell (in inglese Haskell Glacier) è un piccolo ghiacciaio situato sulla costa di Eights, nella Terra di Ellsworth, in Antartide. Il ghiacciaio, il cui punto più alto si trova a circa 1.500 m s.l.m., fluisce verso nord discendendo dalle cime Christoffersen e scorrendo tra la dorsale Prisma e le rocce Proibite, nelle montagne di Jones.

## Storia
Il ghiacciaio Haskell è stato mappato dal reparto dell'Università del Minnesota che ha esplorato le montagne di Jones nella spedizione del 1960-61 ed è stato così battezzato dal Comitato consultivo dei nomi antartici in onore del tenente Hugh B. Haskell, della marina militare statunitense, copilota del volo che partì il 25 novembre 1961 dalla stazione Byrd per andare a porre le basi di quella che sarebbe poi diventata la stazione Eights.